# Einar Moxnes

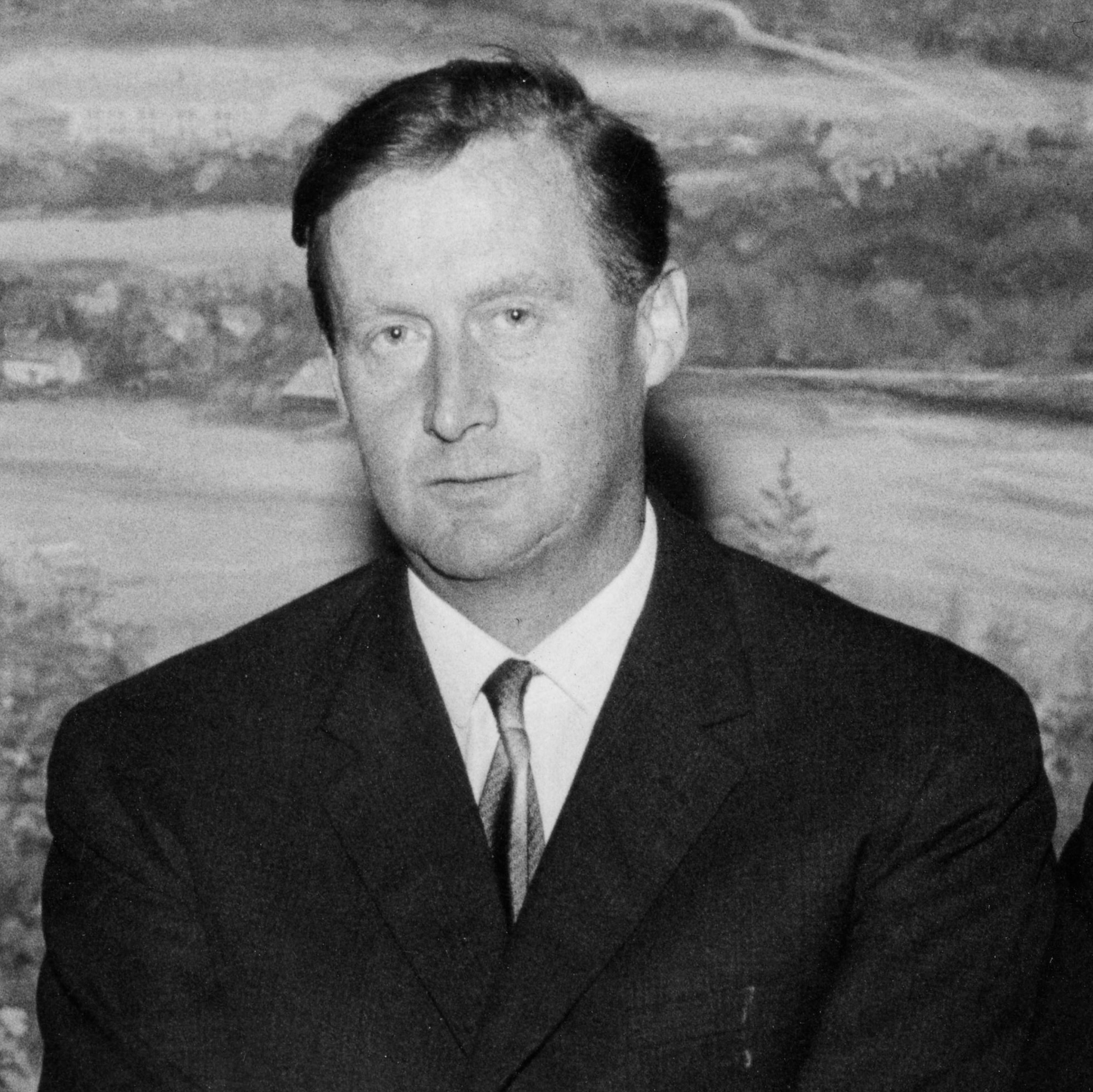
Einar Hole Moxnes

Einar Hole Moxnes (* 11. Juni 1921 in Alstahaug, Nordland; †  20. Januar 2006) war ein norwegischer Politiker der Senterpartiet, der vier Jahre lang Mitglied des Storting von 1968 bis 1971 Fischereiminister in der Regierung von Ministerpräsident Per Borten sowie zwischen 1972 und 1973 Landwirtschaftsminister in der Regierung von Ministerpräsident Lars Korvald war. Später fungierte er zwischen 1974 und 1986 als Regierungspräsident (Fylkesmann) der Provinz Sør-Trøndelag.

## Leben

### Berufliche Tätigkeiten und Kommunalpolitiker
Moxnes, Sohn des Bauern Einar Moxnes und dessen Ehefrau Agnes Hole, arbeitete nach dem Schulbesuch von 1935 bis 1938 als Landarbeiter und absolvierte daneben eine Berufsausbildung zum Tischler, die er 1937 abschloss. Danach besuchte er die Volkshochschule und nach deren Beendigung von 1939 bis 1940 die Landwirtschaftsschule, ehe er 1941 die Handwerksschule abschloss. Daraufhin war er von 1942 bis 1945 wieder als Landarbeiter und zuletzt 1945 als Vorarbeiter.
Nach Beendigung der Weiterführenden Schule in Steinkjer 1946 sowie der Staatlichen Kleinbauernlehrerschule 1948 war Moxnes zwischen 1949 und 1950 als Betriebsplaner und Buchhalter bei den Kommunalbetrieben von Verdal tätig, er von 1951 bis 1974 Gebietsagronom von Åfjord und Stokksund war.
Mitte der 1950er Jahre begann Moxnes auch seine politische Laufbahn in der Kommunalpolitik und war zwischen 1955 und 1966 Vorsitzender des Gemeinderates der Kommune Åfjord und gehörte zugleich von 1958 bis 1963 dem Provinzparlament (Fylkesting) sowie von 1959 bis 1966 auch dem Provinzausschuss (Fylkesutvalg) von Sør-Trøndelag als Mitglied an. Daneben engagierte er sich zwischen 1962 und 1964 als Vorsitzender des Interkommunalen Arbeitsausschusses für die Halbinsel Fosen.

### Storting-Mitglied und Minister
Nachdem er seit der Wahl vom 6. Oktober 1957 Vize-Mitglied des Storting für das Fylke Sør-Trøndelag war, wurde Moxnes bei der Wahl vom 8. September 1973 als Kandidat der Senterpartiet für das Fylke Sør-Trøndelag zum Mitglied des Storting gewählt. Während dieser Zeit war er zwischen 1963 und 1965 Vorsitzender der Senterpartiet von Åfjord.
Bei der darauf folgenden Wahl vom 10. September 1973 wurde er für das Fylke Sør-Trøndelag wieder Vize-Mitglied des Storting und übte diese Funktion bis zur Wahl am 12. September 1977 aus.
Am 8. November 1968 wurde Moxnes von Ministerpräsident Per Borten als Nachfolger von Oddmund Myklebust zum Fischereiminister (Fiskeriminister) in dessen Regierung berufen, nach dem er das Ministeramt zuvor schon kommissarisch seit dem 22. März 1968 bekleidet hatte. Das Ministeramt behielt er bis zum Ende von Bortens Amtszeit am 17. März 1971.
Ministerpräsident Lars Korvald ernannte ihn am 18. Oktober 1972 zum Landwirtschaftsminister (Landbruksminister) in dessen Regierung, der er bis zum Ende von Korvalds Amtszeit am 16. Oktober 1973 angehörte. Zwischen Mai und Oktober 1973 war der spätere Generalsekretär der Senterpartiet und Landwirtschaftsminister Svein Sundsbø sein Persönlicher Sekretär.

### Fylkesmann von Sør-Trøndelag
1974 wurde Moxnes als Nachfolger von Nils Lysø Regierungspräsident (Fylkesmann) der Provinz Sør-Trøndelag und verblieb in dieser Funktion bis zu seiner Ablösung durch Reidar Due 1986.
Daneben war er zwischen 1974 und 1986 auch Vorsitzender des Prüfungsausschusses für Erzbischöfliche Güter sowie von 1975 bis 1982 Vorstandsvorsitzender der Trawlerreederei Hafotrål A/S. Ferner war er zwischen 1980 und 1981 Vorsitzender des Hauptausschusses der Kommunalverwaltungen sowie von 1982 bis 1983 Vorsitzender des Staatlichen Freiluftrates (Statens friluftsråd), ein Beratungsorgan des Umweltministeriums für große, wichtige oder grundlegende Angelegenheiten.
Später bekleidete Moxnes von 1983 bis 1987 auch die Position als Vorsitzender des Ausschusses zur Überarbeitung des Gesetzes für Lachs- und Binnenfischerei sowie anschließend zwischen 1987 und 1993 als Vorsitzender der Arbeitsgruppe für Organisation, Aufgabe und Arbeitsbedingungen der Fischereiindustrie. Zugleich war er von 1989 und 1990 auch Vorsitzender des Gesundheitsverbandes von Åfjord.